# Divini Redemptoris
Divini Redemptoris (en español: Del Divino Redentor) es la 28.ª encíclica de Pío XI, en la que condena el marxismo y el comunismo.

## Postura eclesiástica
Esta Carta encíclica es un documento en el que la Iglesia católica fija una clara posición contra los enfoques marxistas, por considerar afectan los principios de la Doctrina Social de la Iglesia como son:
- Respeto a la dignidad de la persona humana, por pretender interpretar la acción de la naturaleza humana desde una perspectiva estrictamente materialista, obviando que la Doctrina Social de la Iglesia propugna que todos los hombres son iguales ante Dios y ante la Ley, en este caso el marxismo cree al igual que los Postulados de Platón en la República existen hombres que nacen para ser líderes y otros para ser dirigidos, otro aspecto que debe ser cubierto en esta crítica es el frontal ataque del comunismo en contra de la familia como núcleo de la sociedad.
- Subsidiariedad, ya que el estado comunista y su predecesor inmediato el estado socialista tienen entre sus características intrínsecas una clara vocación centralizadora ajena al ideal de federalismo que este principio auspicia.
- Bien común, colinda con los límites del Respeto a la dignidad de la persona humana ya que refiere al falso ideal redentor que propugna el marxismo, en este aspecto debe verse al marxismo como una pseudo religión en la cual se propicia un culto a la personalidad del líder que orienta el movimiento, contrario al ideal de justicia social que propicia la Iglesia y al principio de igualdad ante Dios y la Ley referido inicialmente.

### Aspectos destacados
Uno de los aspectos más interesantes de este documento pontificio es su crítica frontal a la doctrina marxista, a la cual califica como "intrínsecamente perversa"; muy similar, pero más contundente, a la crítica contra el III Reich, aunque los nazis prefirieron ignorar el contundente efecto de la condena, obviando su existencia.
Es uno de los documentos fundamentales de la Doctrina Social de la Iglesia, usados por los movimientos políticos de corte demócrata cristiano, social cristiano y afines, para diferenciarse de las orientaciones sociales de liberales, social-demócratas, socialistas y comunistas.
Forma parte de las doctrinas básicas del magisterio pontificio de Juan Pablo II, y utilizado para renovar los documentos Catecismo de la Iglesia Católica y el Compendio del Catecismo de la Iglesia Católica conocido previamente como Catecismo Social de la Iglesia Católica.
Así mismo, es la piedra angular para afirmar la imposibilidad de cualquier movimiento cristiano, que se funde en bases marxistas. 
En este aspecto el centro de la crítica se encuentra en el Título II, párrafo 8, en el cual se señalan como peligros del comunismo ateo:
- Ideal falso de redención.

- Pseudoideales de justicia social, igualdad y fraternidad.

Refiere como núcleo del problema centrar el ideal comunista en aspectos meramente materiales y obviar la dualidad materia-espíritu que es el hombre. 
Divini Redemptoris es el segundo documento de una serie de tres, en los cuales el sumo pontífice expresa sus posturas:
- Sobre la situación de la Iglesia en el Reich Alemán, Mit brennender Sorge.

- El peligro del comunismo, Divini Redemptoris.

- Las persecuciones religiosas, inicialmente en México (Firmissimam constantiam) y España.

Luego[¿cuándo?] el papa haría críticas sociales más amplias y fijaría una posición de la Iglesia más clara en contra del antisemitismo, nazismo, comunismo y otras formas[¿cuál?] de discriminación. Sin embargo nunca fue publicada la encíclica que llevaría por título "Societatis Unio". Diversas fuentes han indicado el contenido del borrador, el cual sería publicado en los siguientes años. A la fecha, al menos un par de libros en inglés, alemán y francés han hecho referencias a los borradores, que habrían sido elaborados por miembros de la Compañía de Jesús.[cita requerida]

### Contenido
- I. Actitud de la Iglesia.
- II. Doctrina y frutos del comunismo.
- III. Doctrina de la Iglesia.
- IV. Recursos y medios.
- V. Conclusión.